# 康布雷区
康布雷区（法語：Arrondissement de Cambrai）是法国北部省所辖的一个区。总面积901.6平方公里，总人口161111，人口密度179人/平方公里（2018年）。主要城镇为康布雷。

## 辖区
康布雷区辖有116个市镇。